# Sciades woodlarkianus
Sciades woodlarkianus là một loài bọ cánh cứng trong họ Cerambycidae.